# Cambridge Sculpture Trails

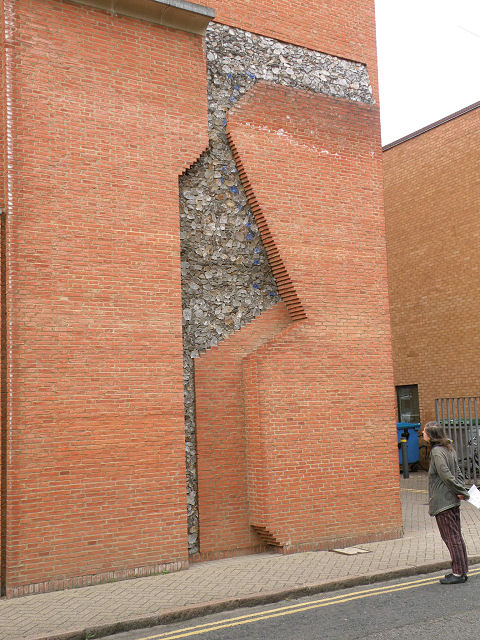
Glaskunst (1992): Eric Sorenson (Architekt)

Die Cambridge Sculpture Trails (dt.: Skulpturenwege in Cambridge) bilden die Kombination von drei Skulpturenwegen in der Universitätsstadt Cambridge in Großbritannien, auf denen etwa 60 Skulpturen aufgestellt sind. Die drei Routen führen durch South Cambridge (Sculpture Trail 1), das Stadtzentrum (Sculpture Trail 2) und West Cambridge (Sculpture Trail 3).

## Skulpturenweg 1
Der Skulpturenweg 1 zeigt ein Kriegerdenkmal und zahlreiche Werke der Abstrakten Kunst. Er beginnt am Bahnhof, führt durch die belebte Stadt und zeigt Beispiele der Integration von Kunstwerken und Architektur. Er führt am Fitzwilliam Museum und am Scott Polar Research Institute vorbei.
- Unbekannter Künstler: Ceres (1930er Jahre), Station Road
- Robert Tait McKenzie: Kriegsmonument Coming Home (1922)
- Unbekannter Künstler: Relief Kett's Oak (1962/63), Station Road
- Helaine Blumenfeld: Chauvinist (1990), Hills Road
- Eric Sorenson: Crystalline design, Union Road
- Kathleen Scott: Head of Robert Falcon Scott (1934), Scott Polar Research Institute – Lensfield Road
- Kathleen Scott: Youth (1920), Scott Polar Research Institute
- Inukshuk beeld: Cairn in the shape of a man (1979), Scott Polar Research Institute
- Kenneth Martin: Abstract (1967), Trumpington Street
- Fitzwilliam Museum: (Skulptur vor dem Museumsgebäude wird jährlich im Frühling ausgetauscht)
- Tessa Pullan: Untitled (1977), Regent Street/Gonville Place
- Matthew Lane Sanderson: Grasshopper (2006), Gonville Place
- Esther Joseph: The Diver (1990), am Parkeingang des Swimming Pool
- Betty Rea: The Swimmers (1966), Mill Road – Swimming Pool im Park (vollendet von John Mills)
- Colin Rose: Two Element Uniting to Form a Contract (2005), East Road – County Court Building
- Peter Logan: Moonstone, Arrows and Obelisk (1990), East Road – Grafton Centre

Sculpture trail 1
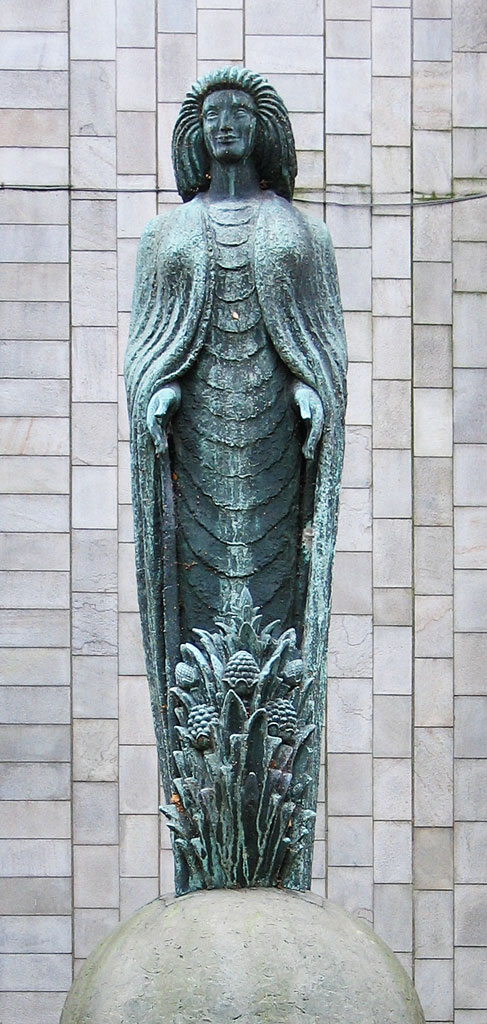
1. Ceres
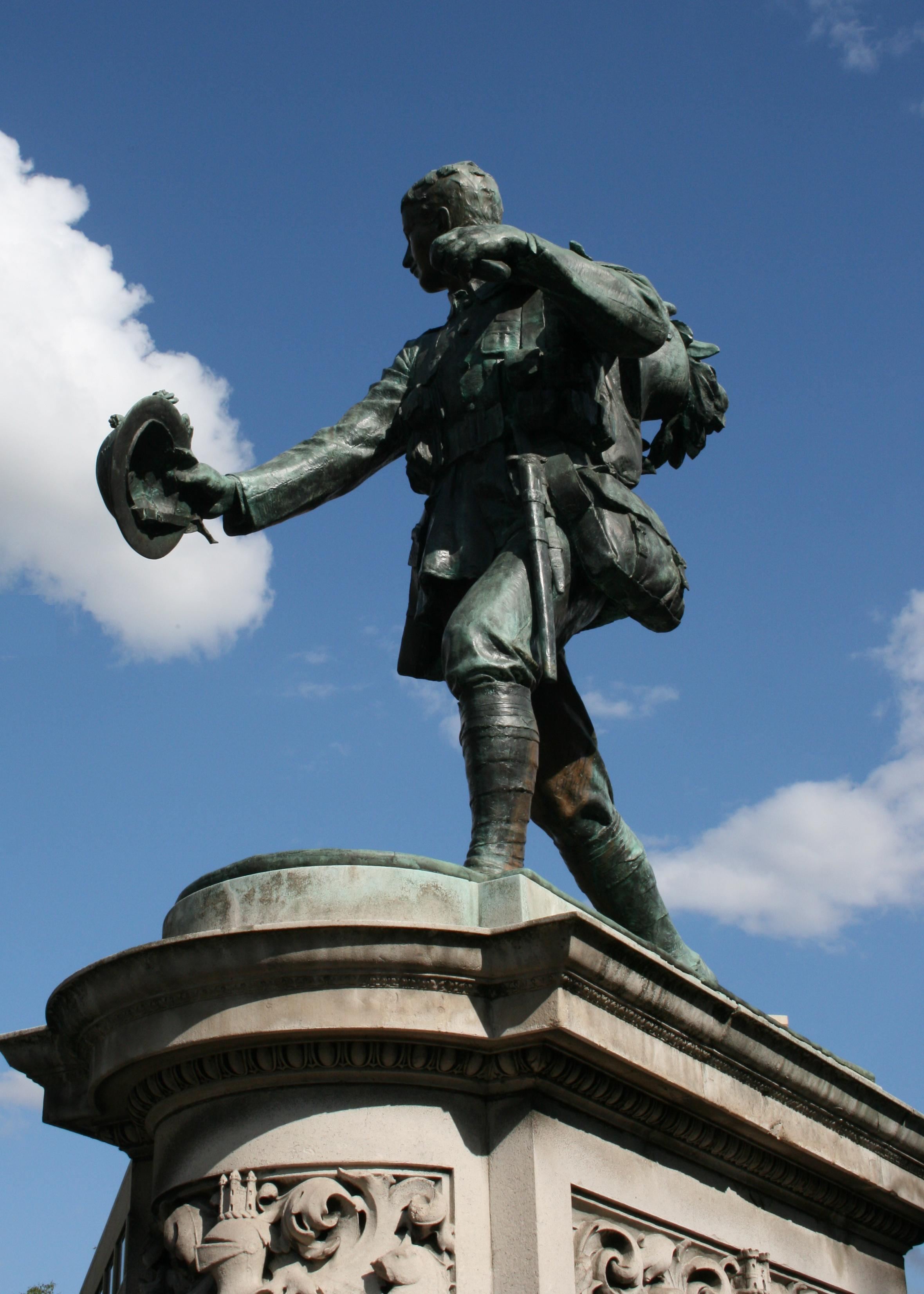
2. Coming Home
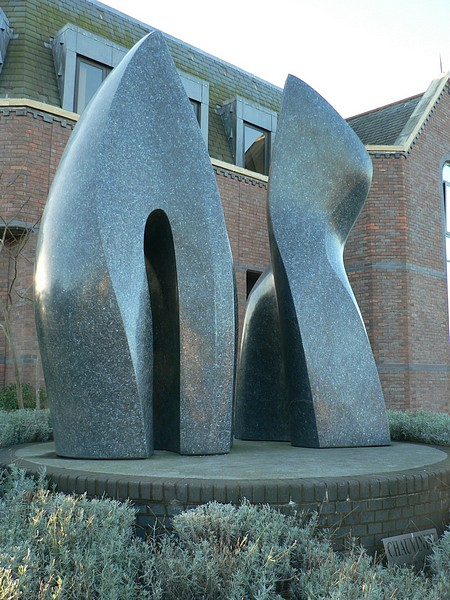
4. The Chauvinist
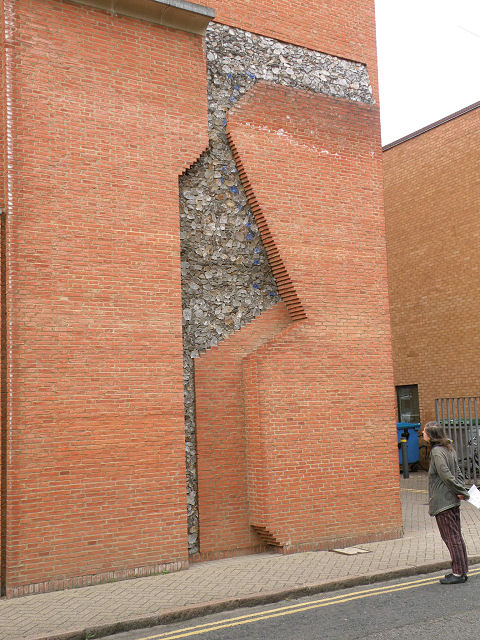
5. Crystalline design
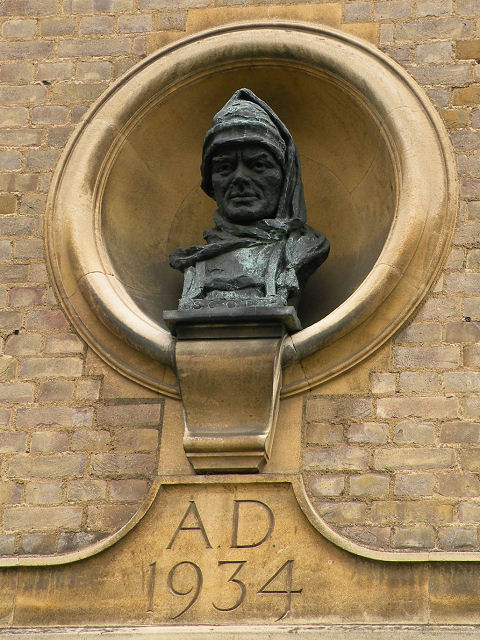
6. Head of Robert Falcon Scott
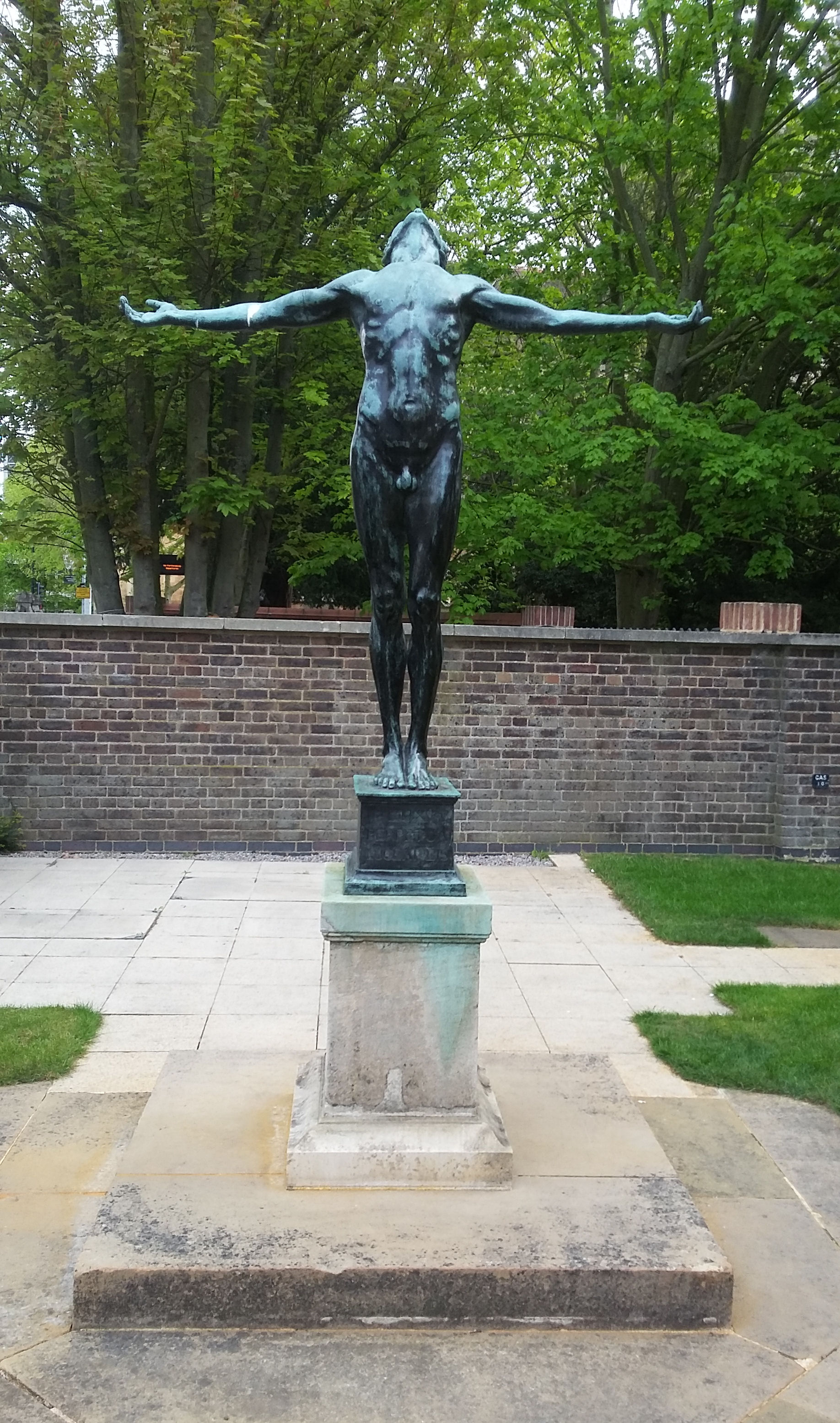
7. Youth
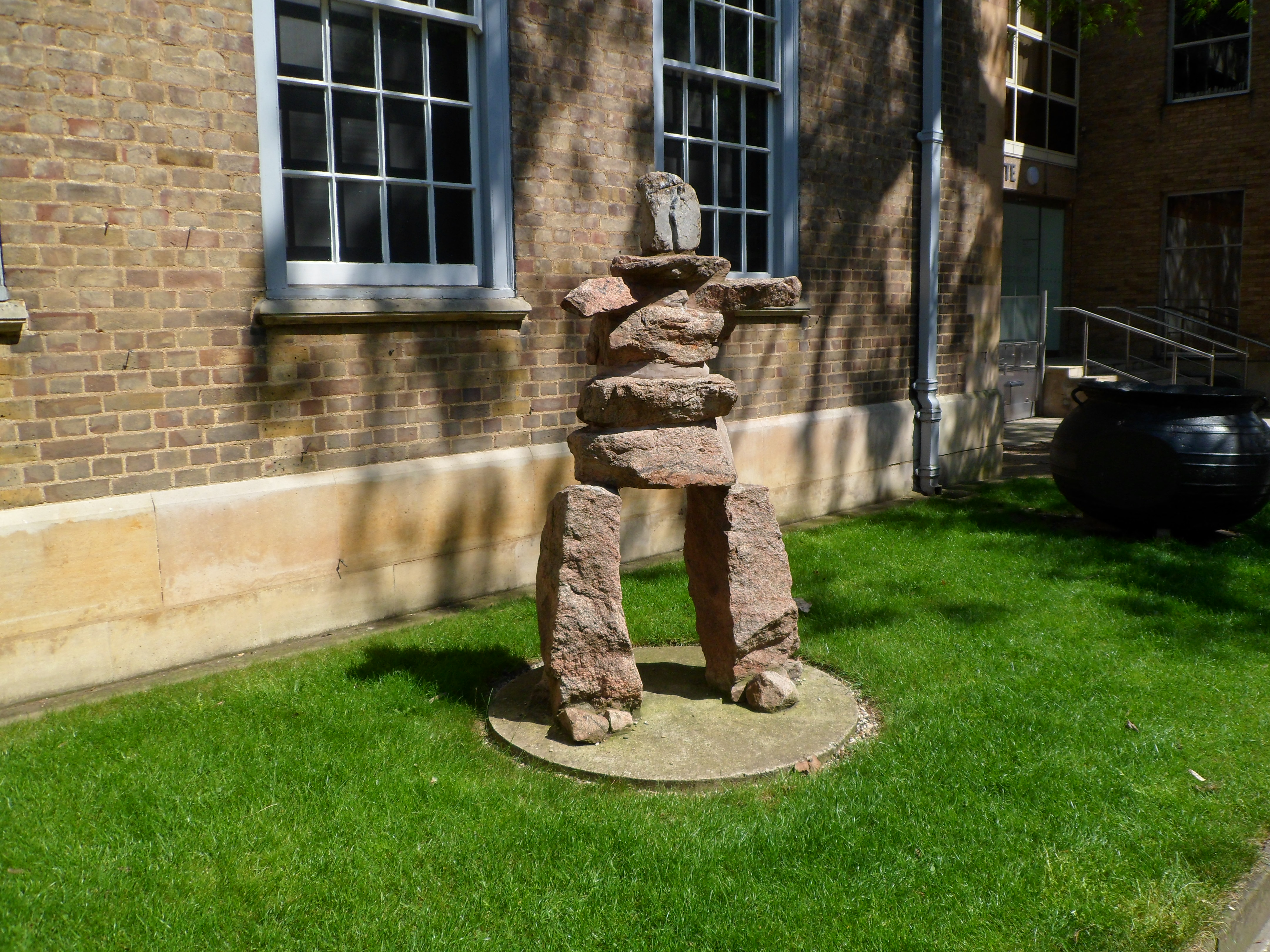
8. Inukshuk
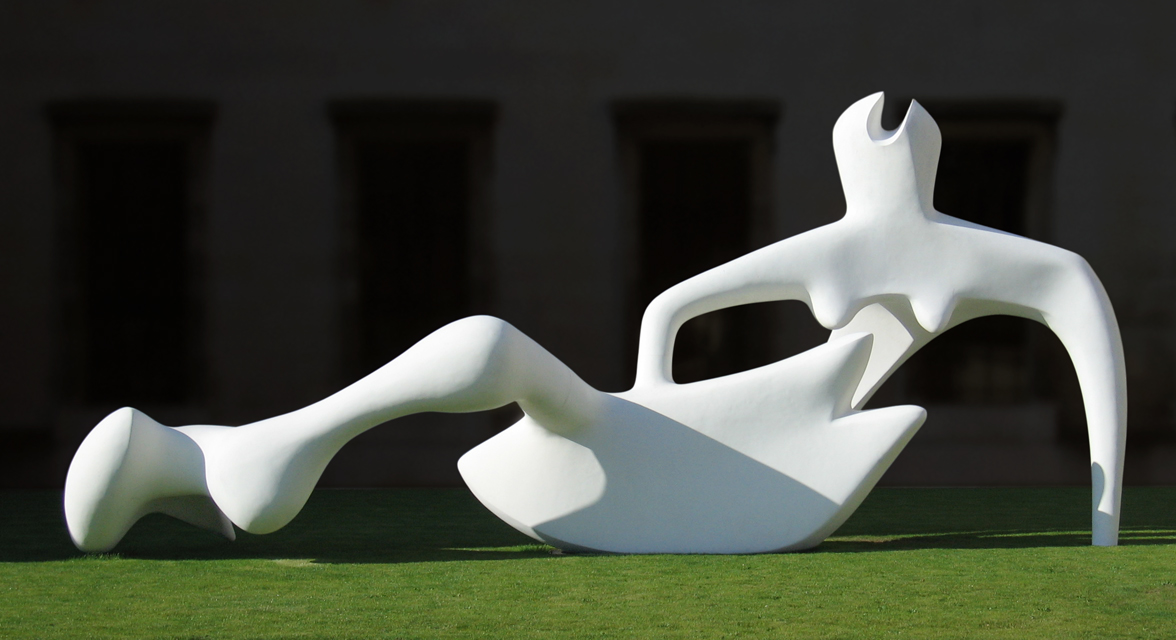
10. Reclining Figure (1951) von Henry Moore
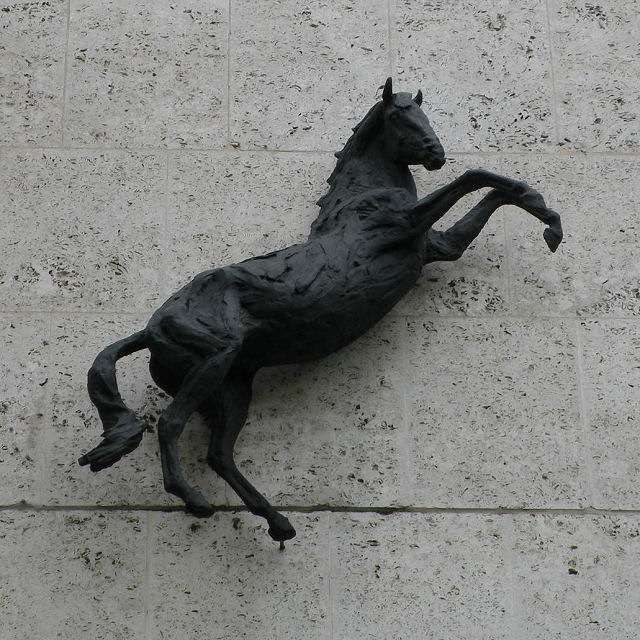
11. Untitled von Tessa Pullan
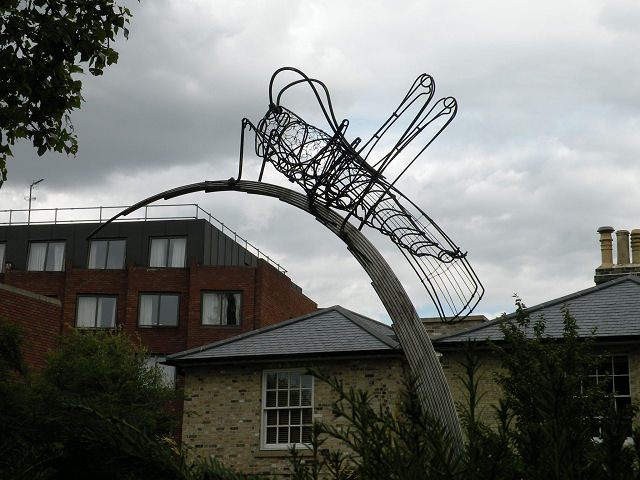
12. Grasshopper
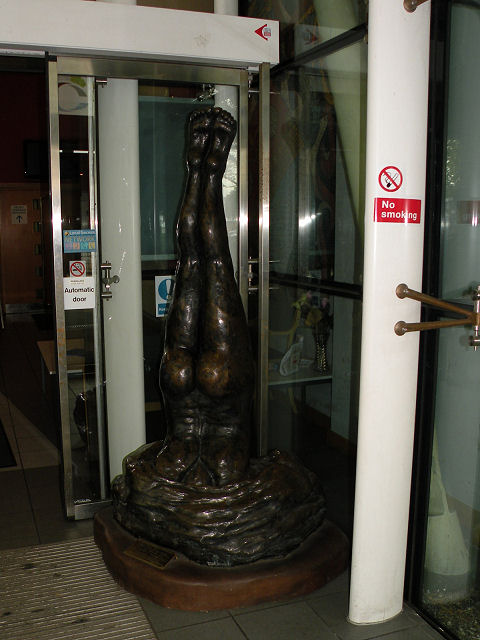
13. The Diver
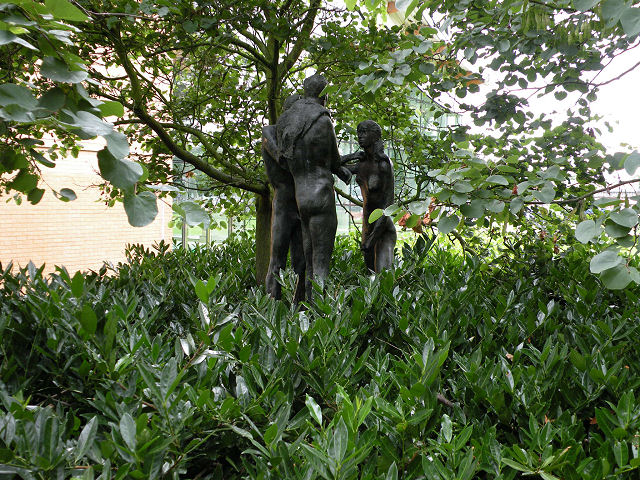
14. The Swimmers
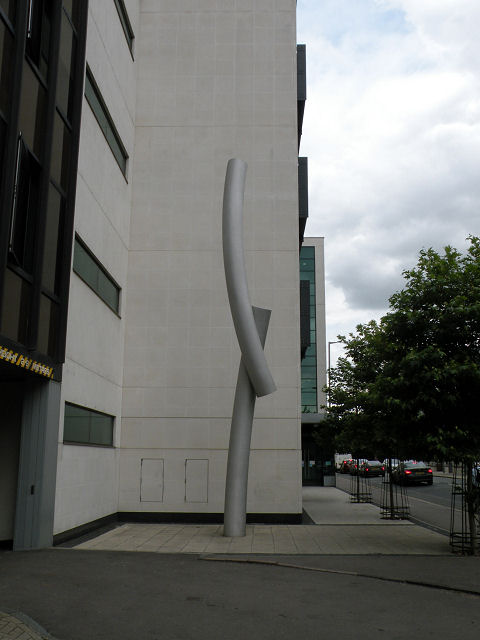
15. Two Elements Uniting to Form a Contract
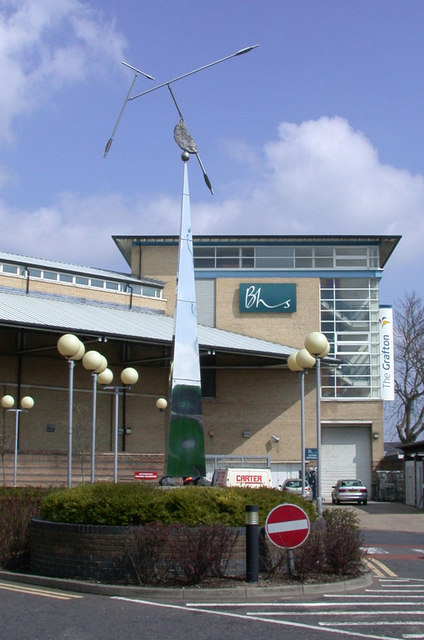
16. Moonstone, Arrows and Obelisk

## Skulpturenweg 2
Der Skulpturenweg 2 beginnt am historischen Zentrum von Cambridge. Auf diesem Weg befinden sich über 30 Skulpturen aus der Tierwelt, wie Pferde, Krokodile und Bären und weitere Themen.
- Laurence Bradshaw: 10 Reliefs in den Türen der Guildhall (1933)
- Michael Ayrton: Talos (1973)
- Peter Randall-Page: Between the Lines (2007)
- John Taylor und Matthew Lane Sanderson: The Corpus Clock (2008)
- Eric Gill: Cavendish crocodile (1933)
- Antony Gormley: Earthbound Plant (2002)[4]
- Unbekannter Künstler: Bears (1904), Sedgwick Museum of Natural History
- Sophie Dickens: Mother and Child (2008)
- Wendy Taylor: The Jester (1994)
- Anthony Caro: Deposition (2000)
- Tim Harrison: A Pattern of Life (2001)
- Anthony Smith: The Young Charles Darwin (2009)
- Barry Flanagan: The Bronze Horse (1983)
- Barbara Hepworth: Divided Circle (1969), King’s Fellow Garden
- Charles Jencks: DNA Double Helix (2005), Clare College
- Henry Moore: Falling Warrior (1956), Clare College
- Phillip King: Span (1967)
- Helaine Blumenfeld: Flame (2004)
- Ben Barrell: Finback (2008)

Sculpture trail 2
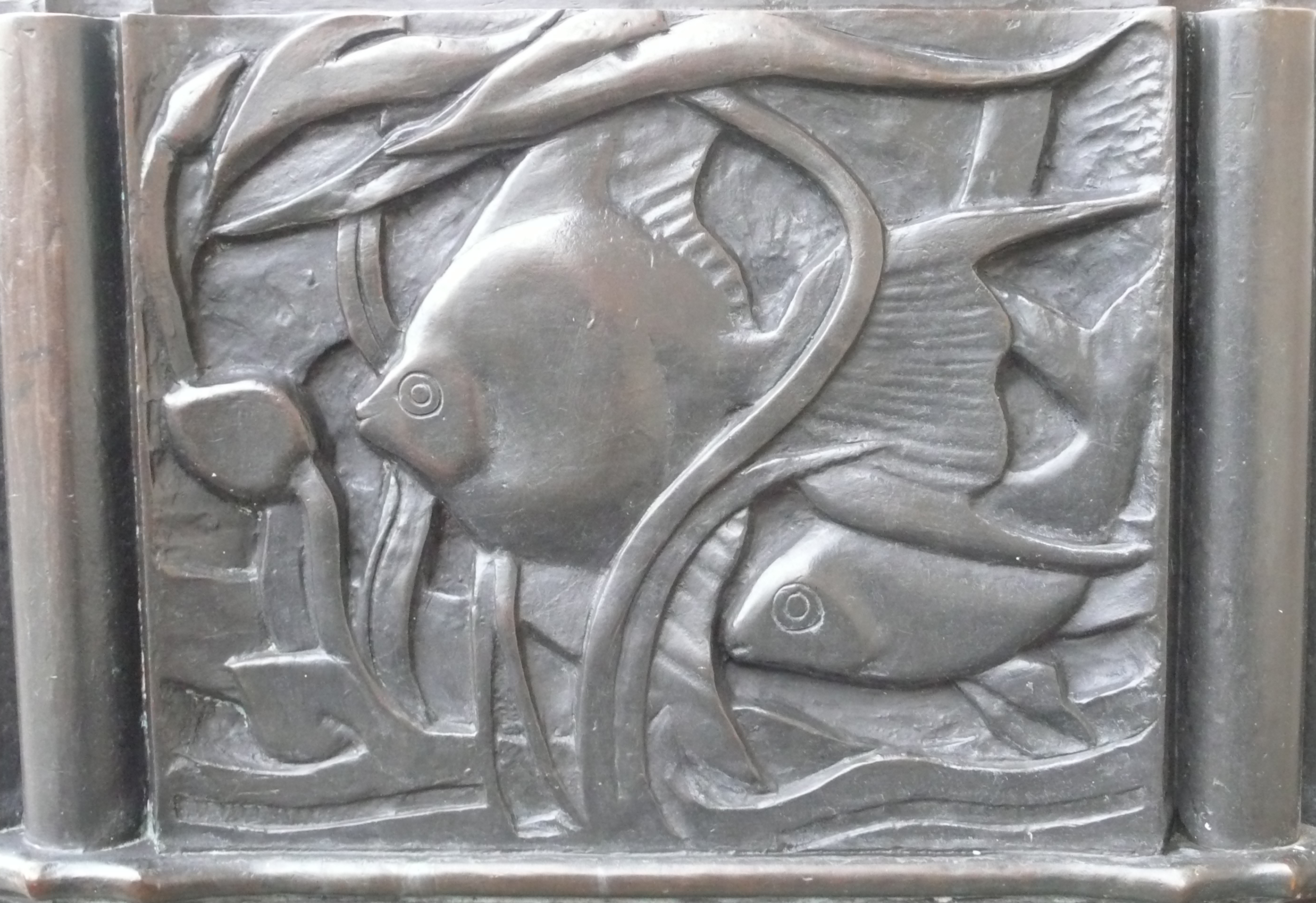
1. (eines der Reliefs)
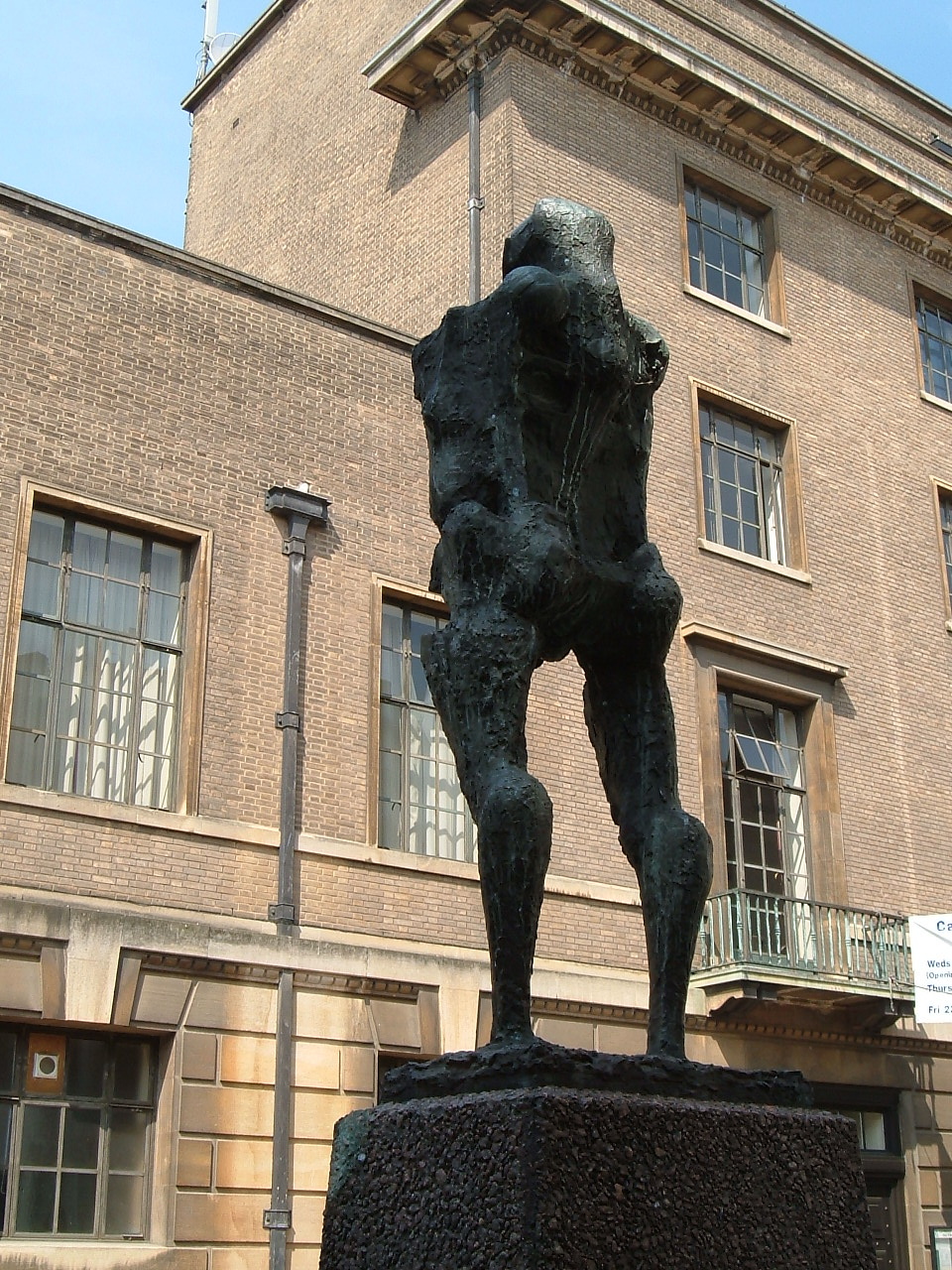
2. Talos
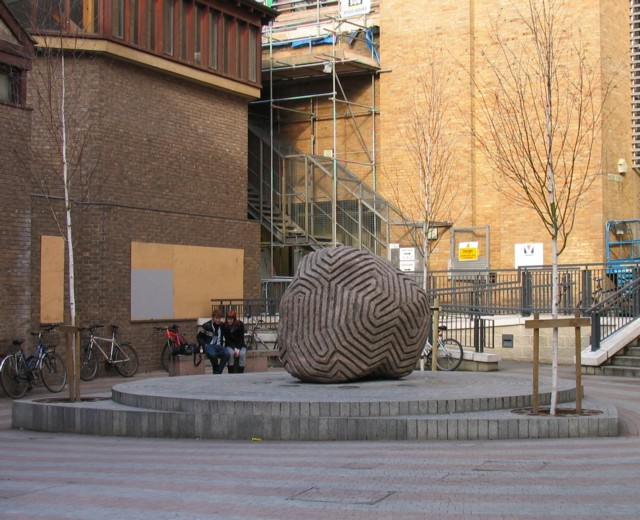
3. Between the Lines
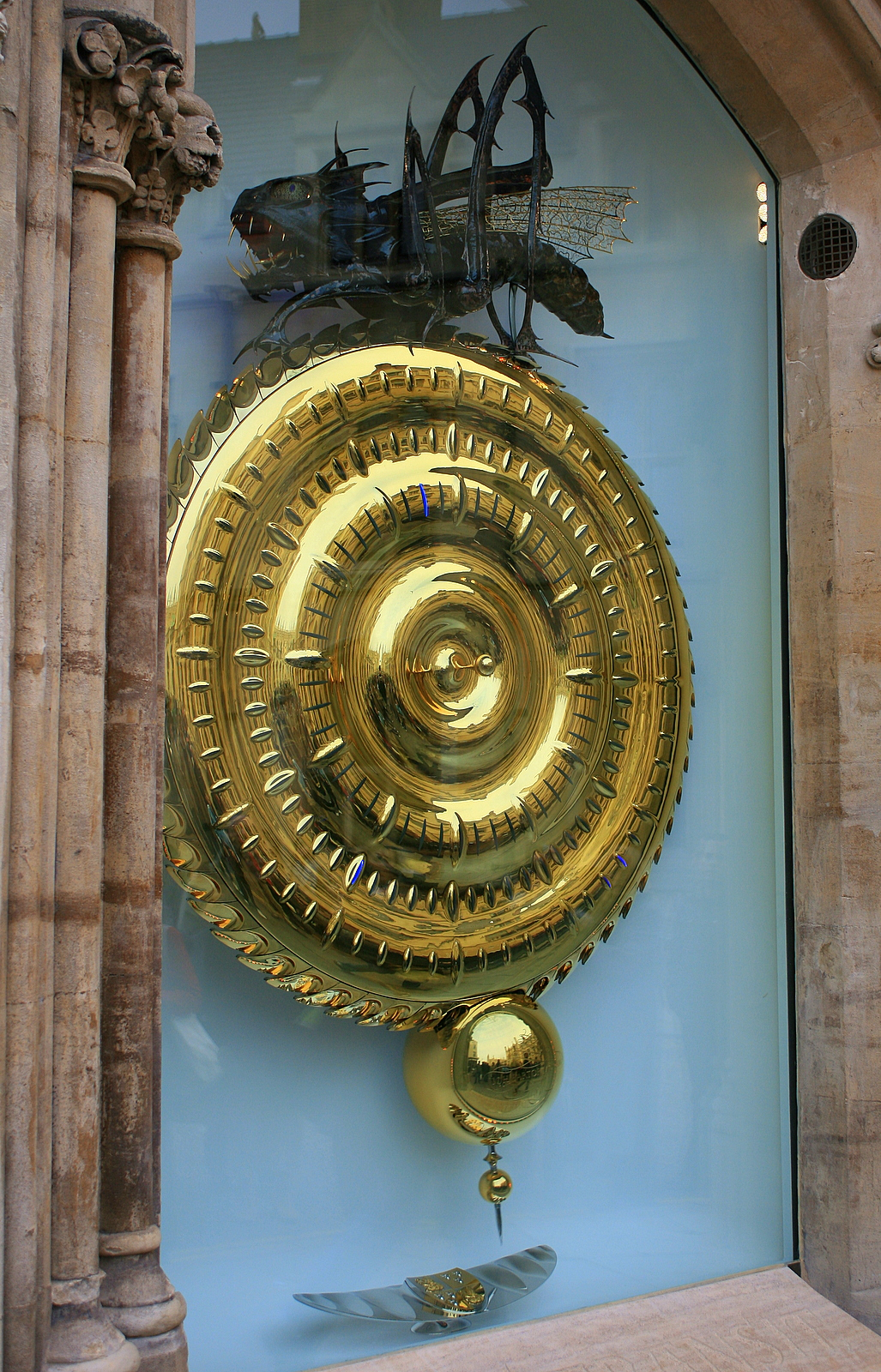
4. The Corpus Clock
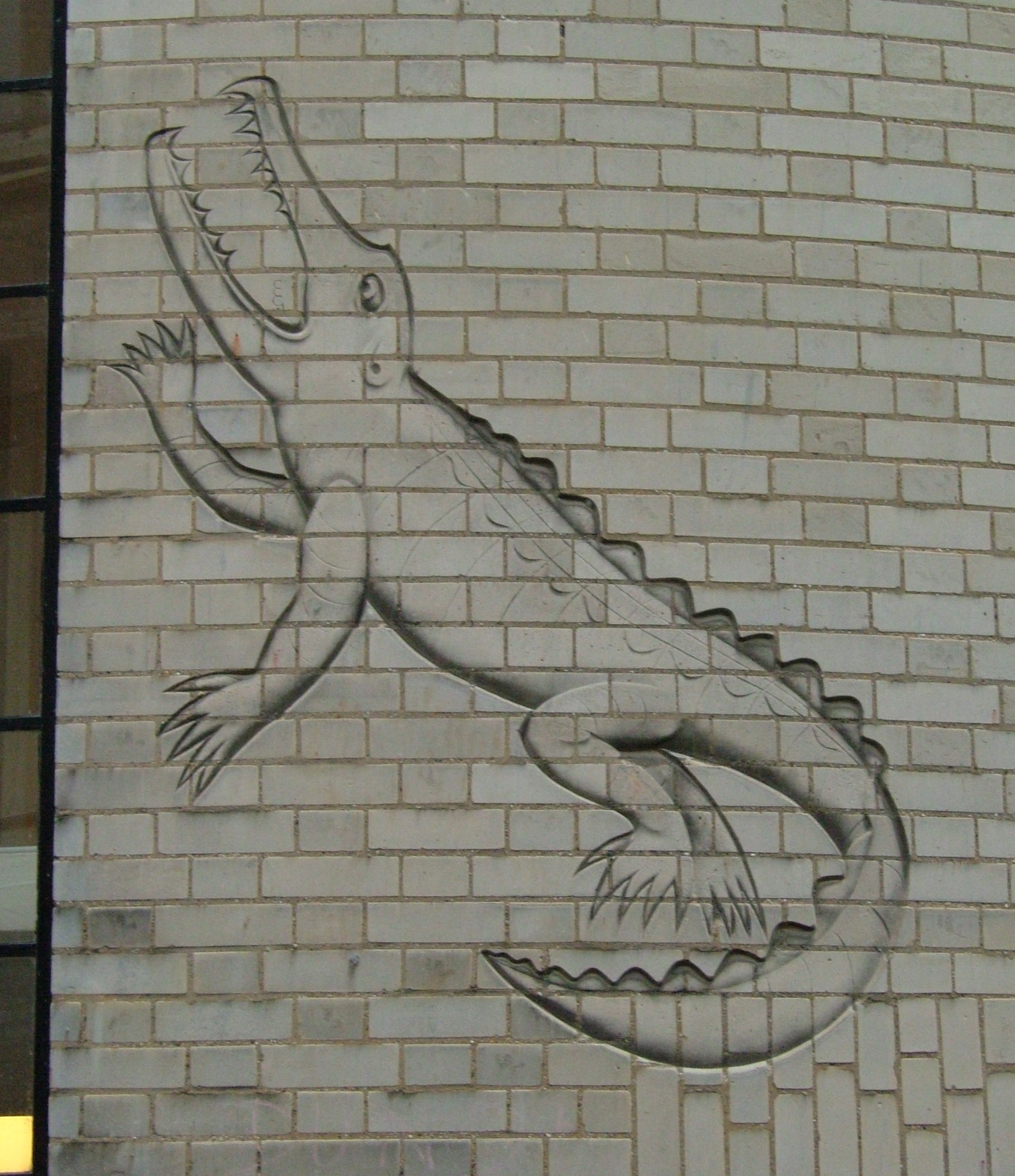
5. Cavendish crocodile
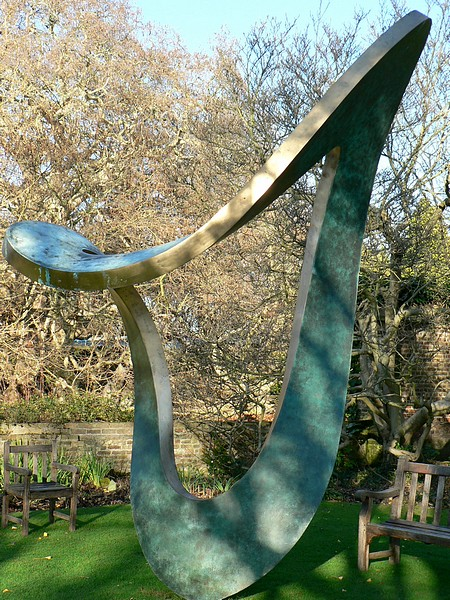
9. The Jester
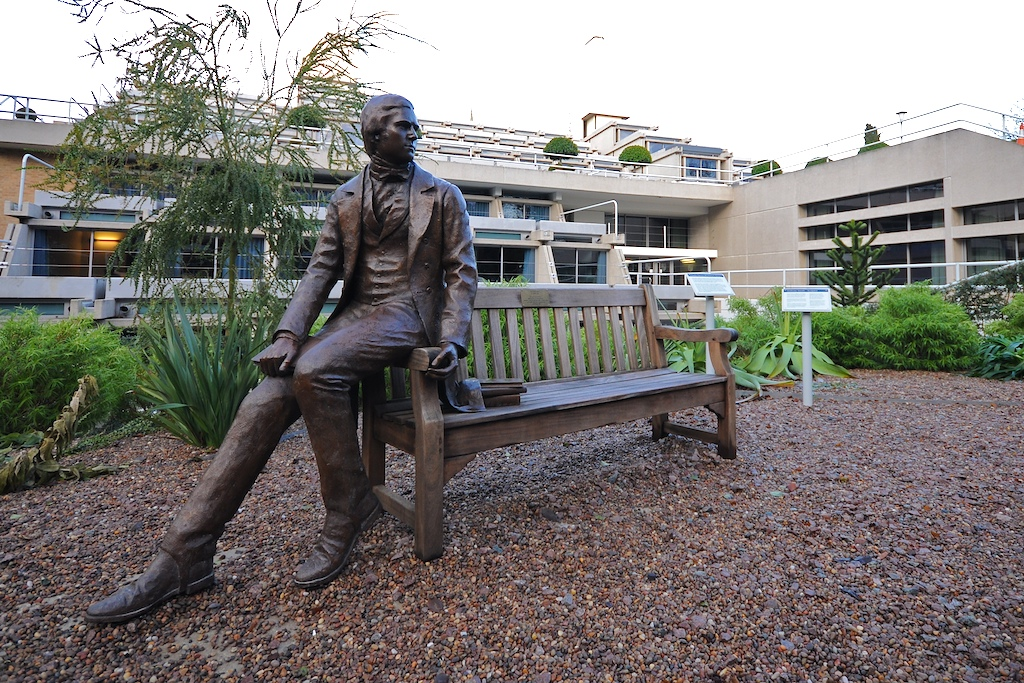
12. The Young Darwin
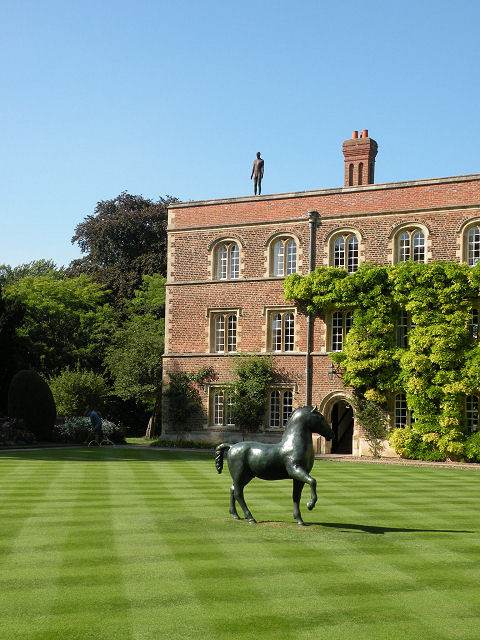
13. The Bronze Horse
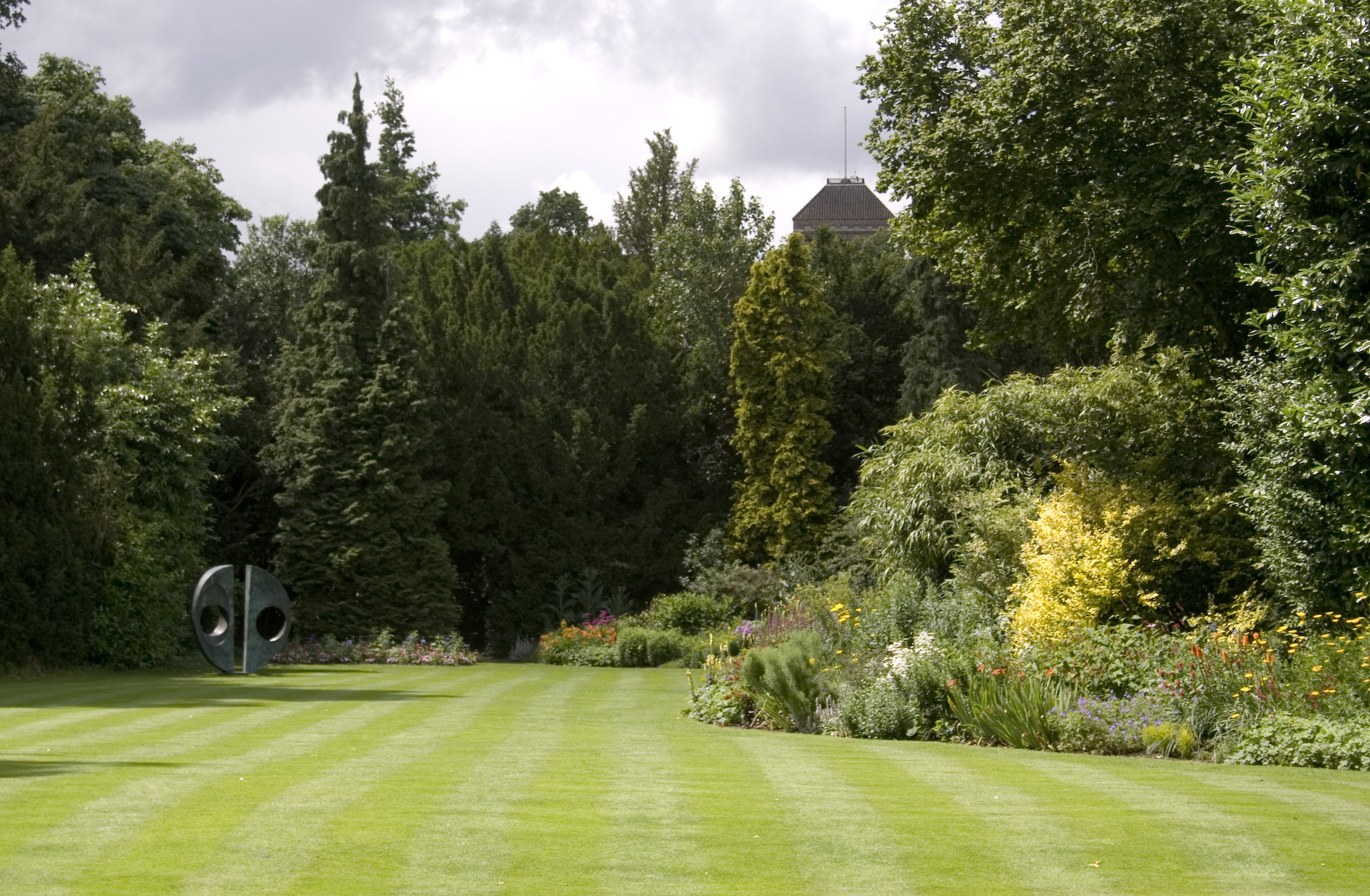
14. Divided Circle
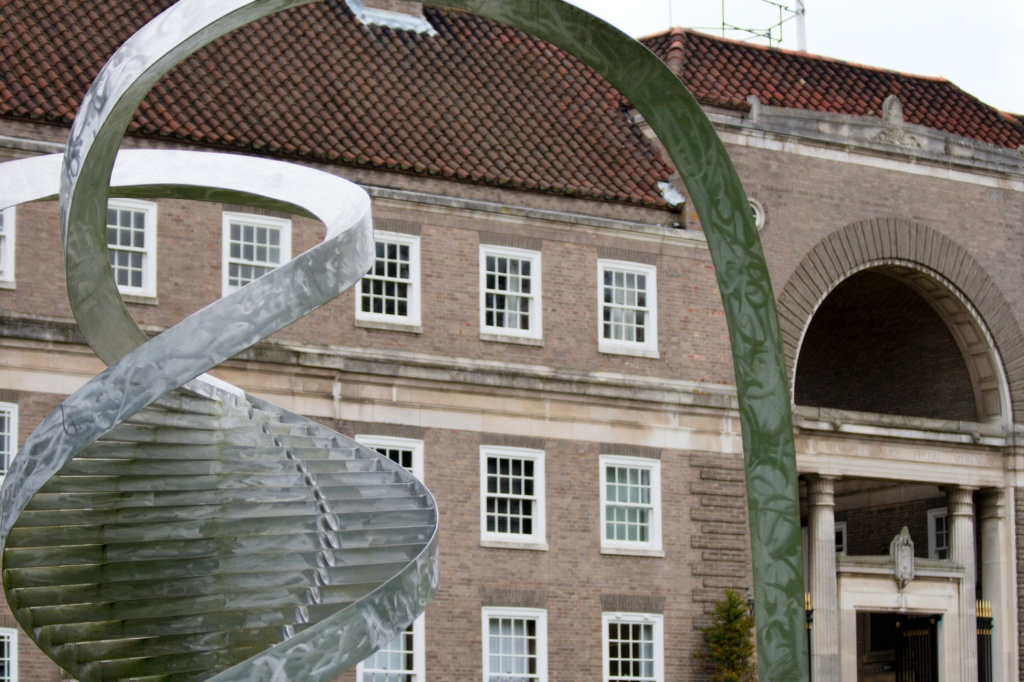
15. DNA Double Helix
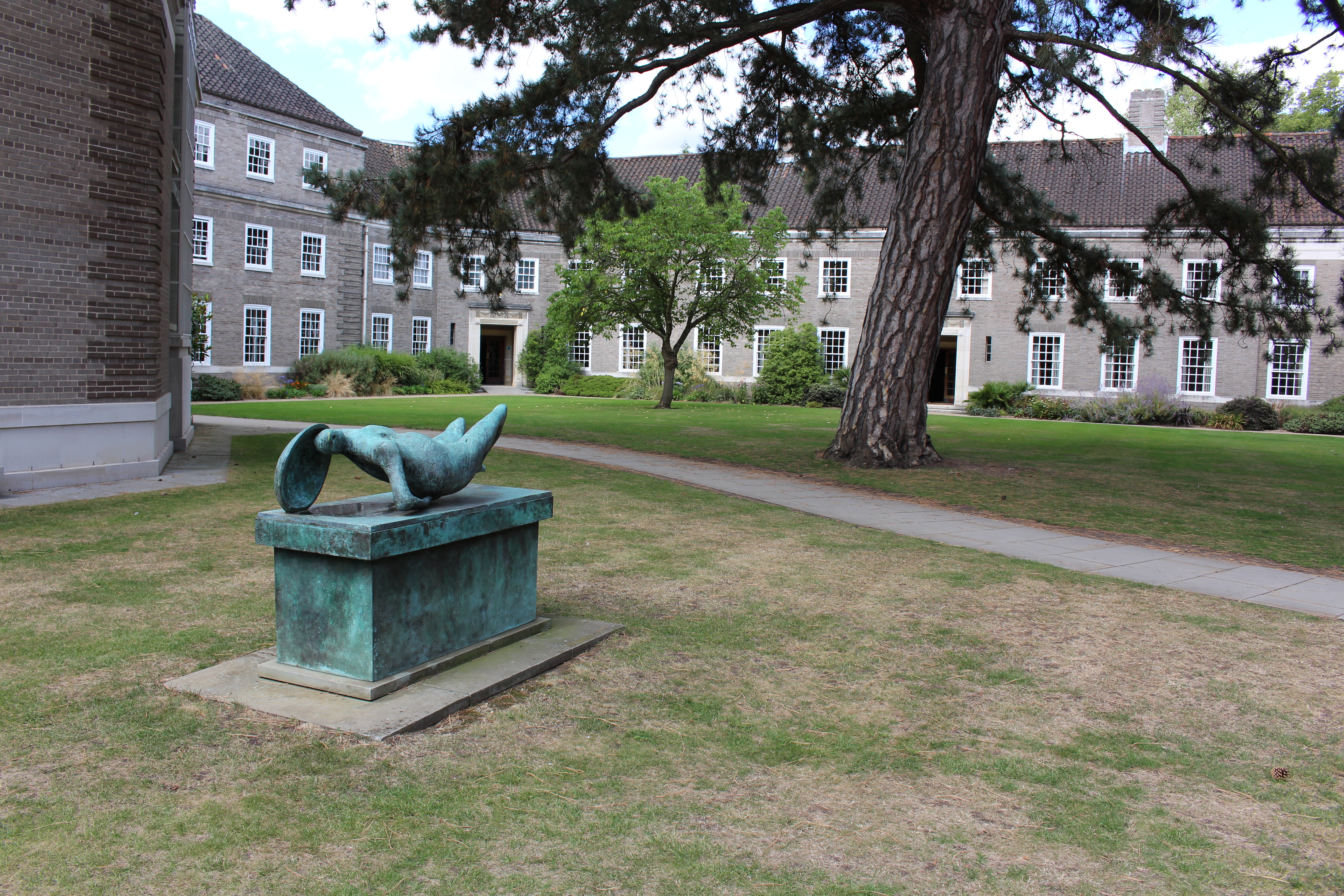
16. Falling Warrior
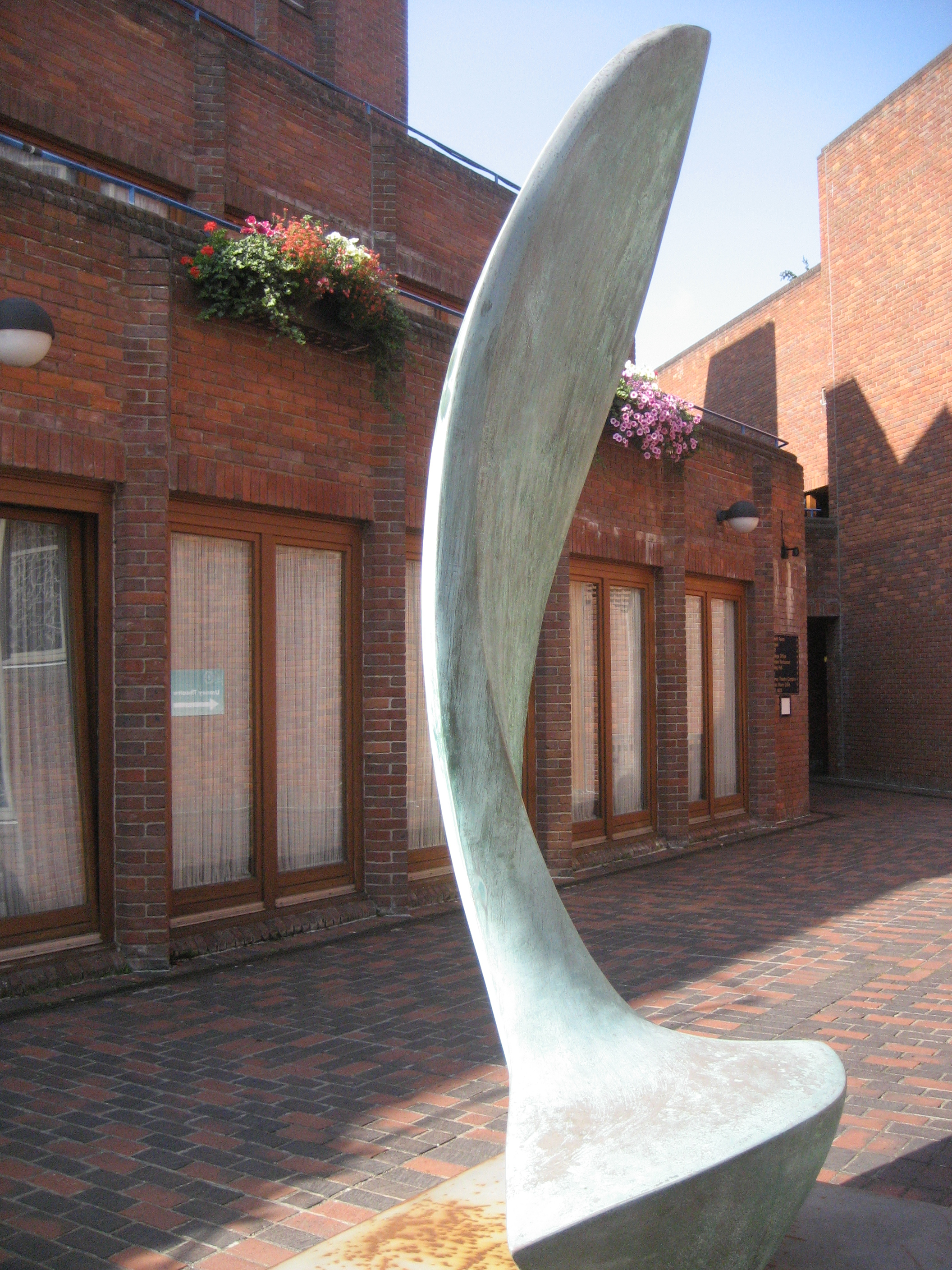
19. Finback

## Skulpturenweg 3
Der Skulpturenweg 3 führt durch das westliche Cambridge mit lockerer Bebauung und zeigt zahlreiche Skulpturen aus Stahl und Bronze.
- Lynn Chadwick: Beast Alerted I (1990), Churchill College
- Dhruva Mistry: Diagram of an Object (Second State) (1990), Churchill College
- Bernard Meadows: Pointing Figure with Child (1966), Churchill College
- Sean Crampton: Three Figures (1970), Churchill College
- Peter Lyon: Flight (1981), Churchill College
- Michael Dan Archer: To Boullée (Granit, 1993) – für den französischen Architekten Étienne-Louis Boullée, Churchill College
- Barbara Hepworth: Four Square Walk Through (1966), Churchill College
- Michael Gillespie: Spiral (1991), Churchill College
- Denis Mitchell: Gemini (1973), Churchill College
- Jonathan Clarke: Twelve (2006), Trinity Hall
- Michael Dan Archer: Dream (2002), Trinity Hall
- Vicki Overson: Turkhana Woman with Fish (2004), Murray Edwards College
- Anni Collard: Festive Feeling (1988), Murray Edwards College
- Judith Cowan: Nothing Lasts for Ever (1989), Murray Edwards College
- Wendy Taylor: Three Dung Beetles (2000), Murray Edwards College
- Barbara Hepworth: Ascending Form (Gloria) (1958), Murray Edwards College
- Judith Cowan: Skin and Blister (1988), Murray Edwards College
- Christine Fox: Gathering of Owls IV (1989), Murray Edwards College
- Austin Wright: Plantation (1976), Murray Edwards College
- John Robinson: Genesis (1995), Isaac Newton Institute
- John Robinson: Intuition (1993), Isaac Newton Institute
- John Robinson: Creation (1991), Isaac Newton Institute

Sculpture trail 3
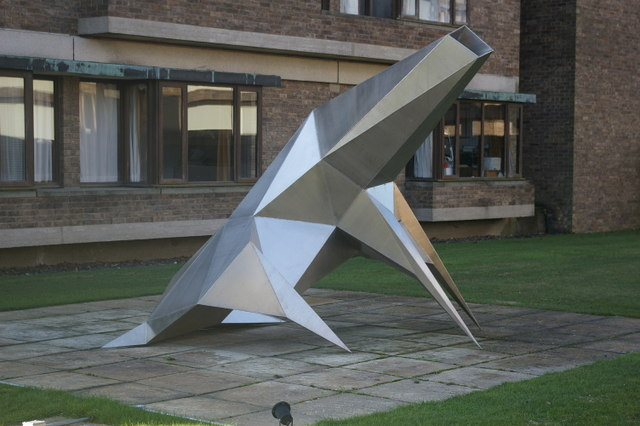
1. Beast Alerted I
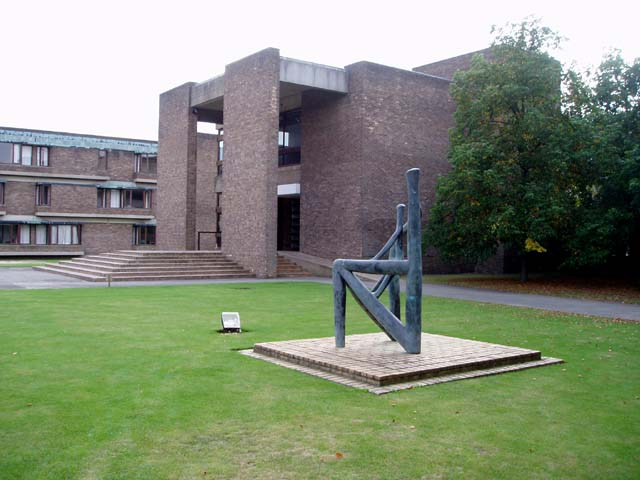
2. Diagram of an Object (Second State)
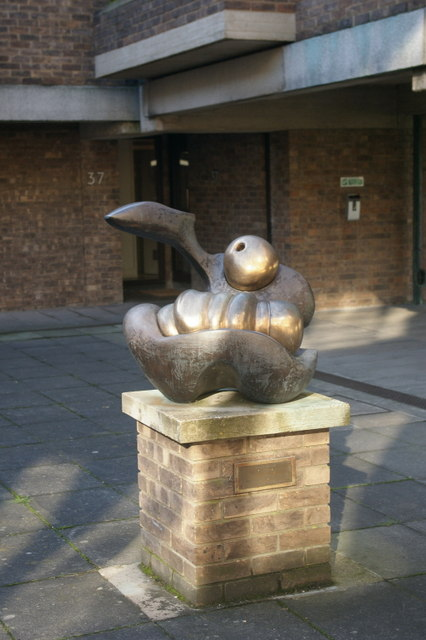
3. Pointing Figure with Child
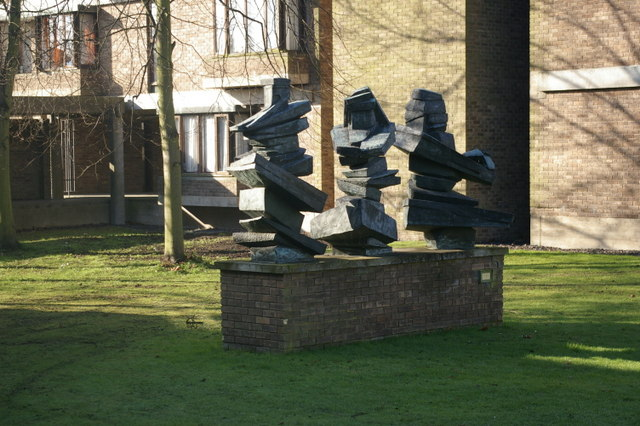
4. Three Figures
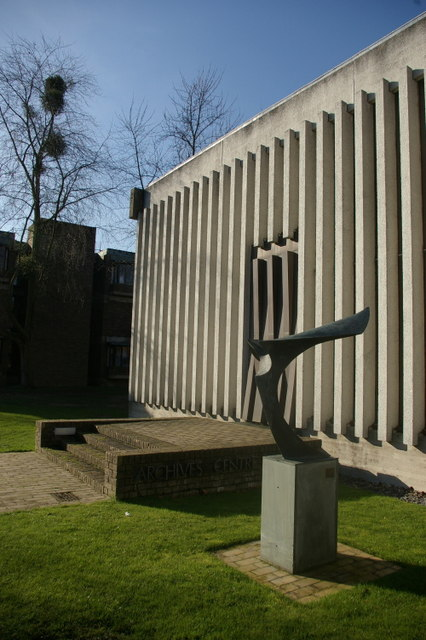
5. Flight
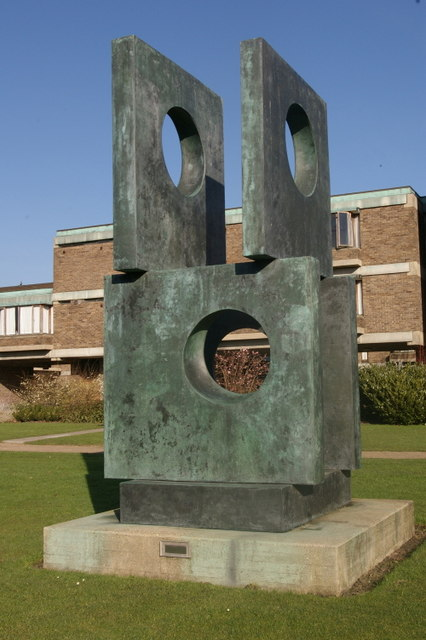
7. Four Square Walk Through
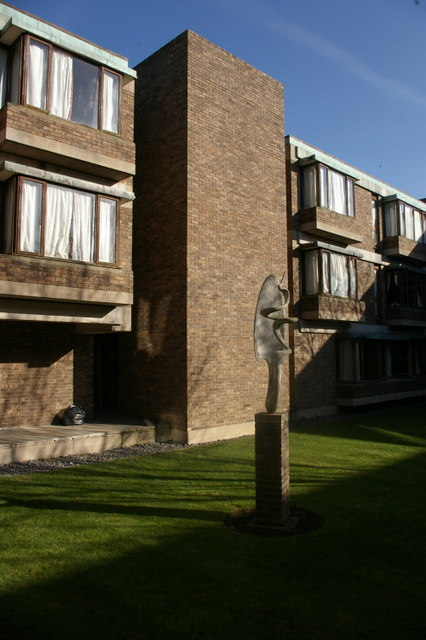
8. Spiral
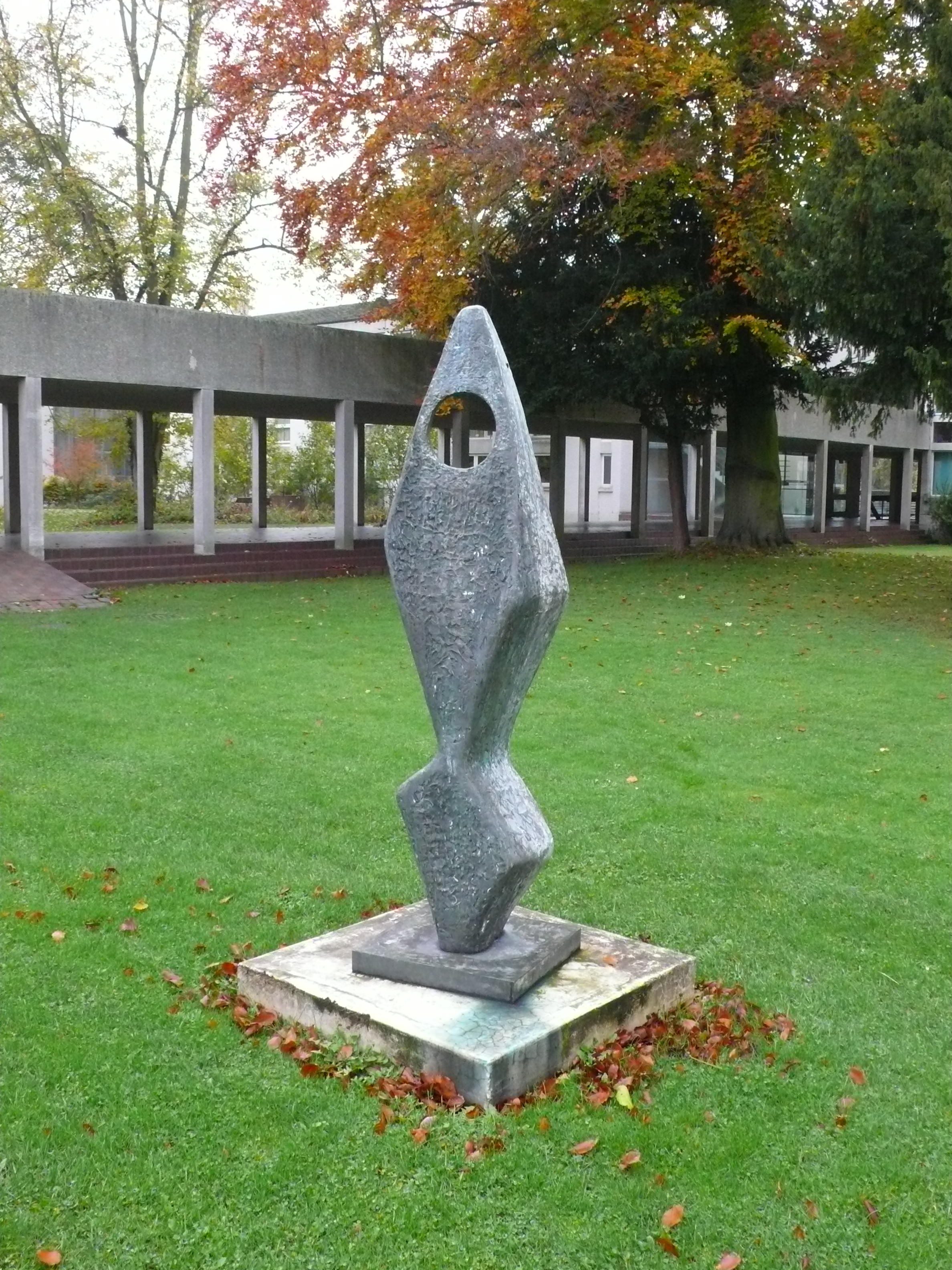
16. Ascending Form (Gloria)
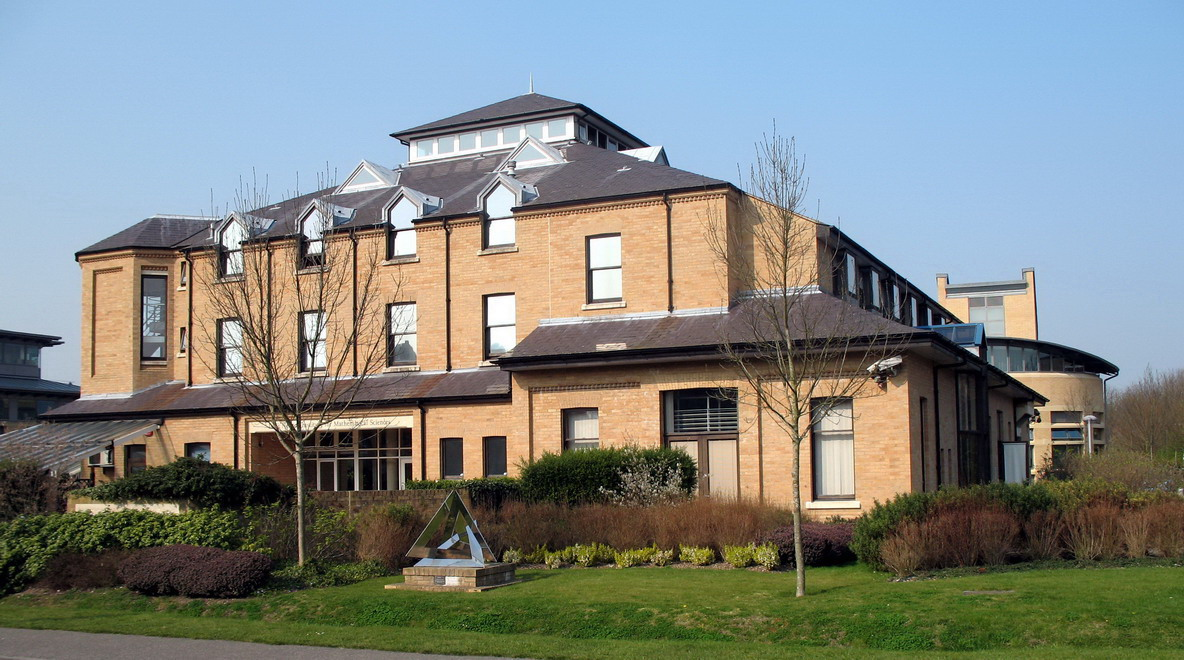
21. Intuition